# 土佐大津駅
土佐大津駅（とさおおつえき）は、高知県高知市大津にある、四国旅客鉄道（JR四国）土讃線の駅である。駅番号はD41。
後免駅から乗り入れる土佐くろしお鉄道ごめん・なはり線の列車も停車する。

## 歴史
- 1925年（大正14年）12月5日：開業[2]。一般駅[2]。
- 1960年（昭和35年）6月28日：車扱貨物の取り扱いを廃止[2]。
- 1969年（昭和44年）10月1日：配達の取扱を廃止[2]。
- 1970年（昭和45年）
  - 6月1日：小口扱い貨物の取り扱いを廃止し、旅客駅となる[2]。
  - 10月1日：無人駅化[3]。同時に手荷物及び小荷物の取り扱いを廃止[2][4]。
- 1987年（昭和62年）4月1日：国鉄分割民営化によりJR四国の駅となる[2]。

## 駅構造
相対式ホーム2面2線を持つ地上駅。無人駅で、コンクリート造りの簡易駅舎を有する。駅舎を出て左側に男女兼用のトイレ（汲み取り式）があった（2019年10月使用停止）。
駅舎側の1番線を本線とした一線スルー配線のため、行き違いがない限りは上下線とも1番線に発着する。ホーム間は跨線橋で連絡する。
また、本線側は2014年2月上旬頃に枕木が木製からコンクリート製のものへと交換されている。

### のりば
| のりば | 路線    | 方向 | 行先                   | 備考                            |
| ------ | ------- | ---- | ---------------------- | ------------------------------- |
| 1・2   | ■土讃線 | 下り | 高知・須崎方面         |                                 |
| 1・2   | ■土讃線 | 上り | 土佐山田・阿波池田方面 | 一部列車は■ごめん・なはり線直通 |

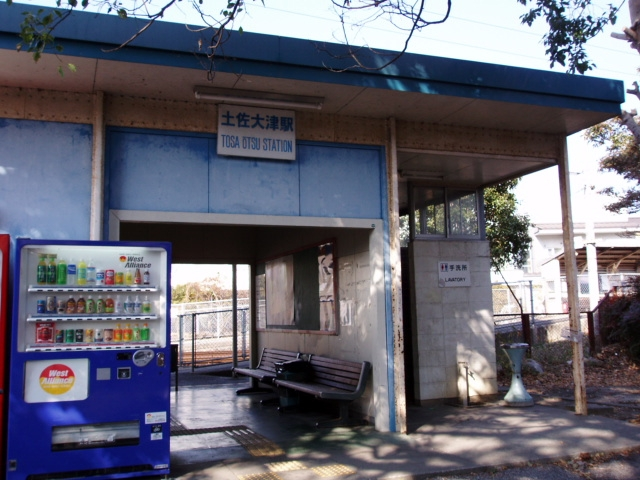
駅正面。右側にトイレがある（2006年1月）
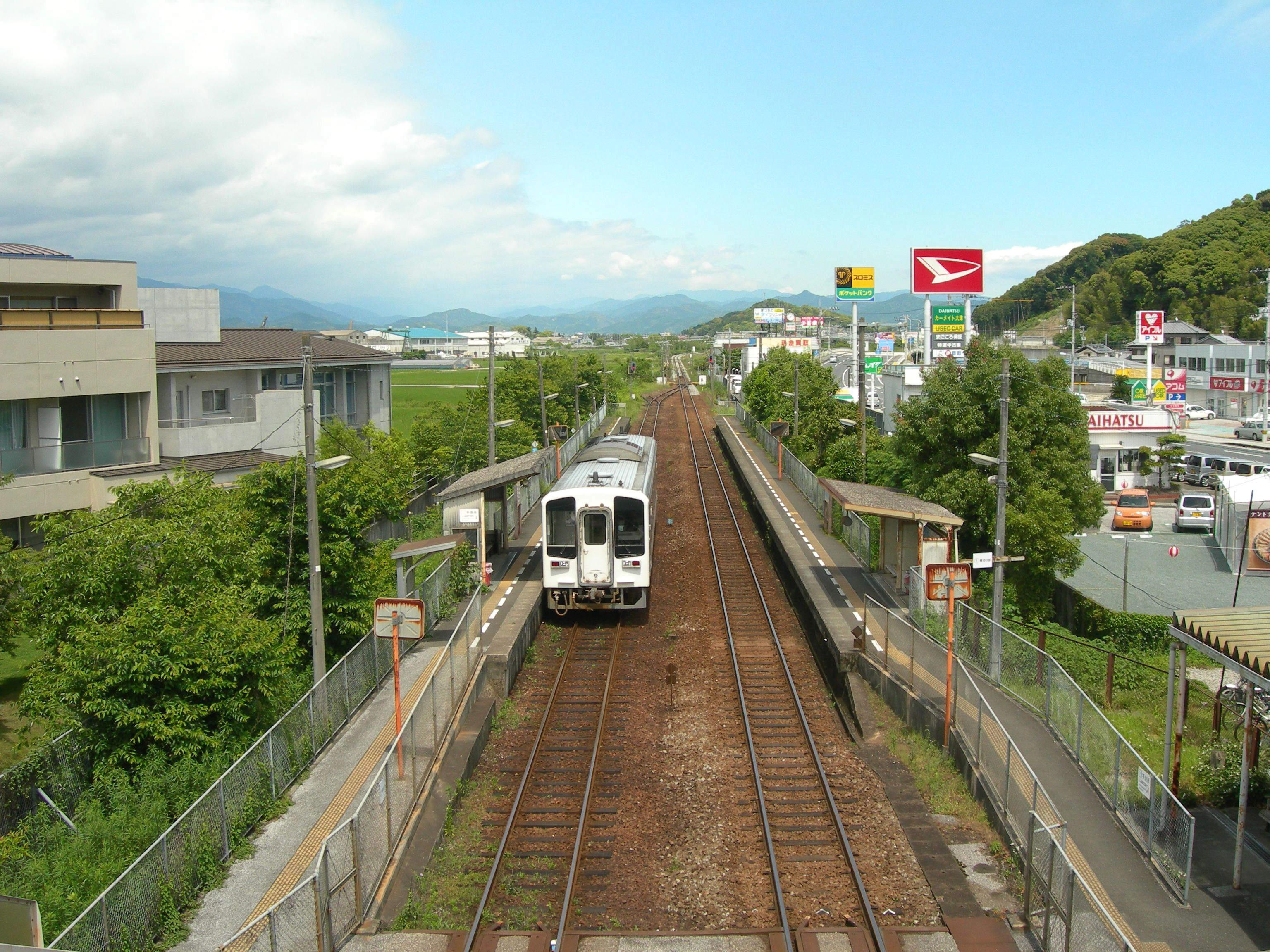
ホーム（2010年5月）

## 駅周辺
- とさでん交通後免線
  - 領石通停留場（約450m）
  - 清和学園前停留場（約450m）
  - 一条橋停留場（約500m）
- 高知県立岡豊高等学校
- 清和女子中学校・高等学校
- 高知県道245号土佐大津停車場線
- 高知県道374号高知南国線（大津バイパス）
- 国道195号
- 高知県中央児童相談所
- 岡豊城跡
- 高知大学医学部（岡豊キャンパス）

### バス路線
高知県道374号沿いに「大津駅前」停留所があり、南国市コミュニティバス（NACOバス）の高知医大 - 久枝線（医大病院 - 久枝）が発着する。

## 隣の駅
四国旅客鉄道（JR四国）
■土讃線
■普通
後免駅 (D40) - 土佐大津駅 (D41) - 布師田駅 (D42)